# Saint-Cyr-les-Champagnes

Saint-Cyr-les-Champagnes este o comună în departamentul Dordogne din sud-vestul Franței. În 2009 avea o populație de 277 de locuitori.

## Evoluția populației
| An        | 1975 | 1982 | 1990 | 1999 | 2006 | 2009 |
| --------- | ---- | ---- | ---- | ---- | ---- | ---- |
| Populație | 380  | 339  | 313  | 295  | 276  | 277  |